# Głuchołazy
Głuchołazyⓘ (daw. Kozia Szyja, Cygenhals, łac. Capri Collum, niem. Ziegenhals, Bad Ziegenhals, cz. Hlucholazy, śl. Guchołazy, Koziŏszyja, dś. Ziegenhols) – miasto w Polsce położone w województwie opolskim, w powiecie nyskim, siedziba gminy miejsko-wiejskiej Głuchołazy. Historycznie leży na Dolnym Śląsku, na styku Gór Opawskich (Sudety) i Przedgórza Głuchołasko-Prudnickiego (Przedgórze Paczkowskie). Przepływa przez nie rzeka Biała Głuchołaska.
W latach 1975–1998 miasto administracyjnie należało do województwa opolskiego.
Według danych na 1 stycznia 2024 miasto było zamieszkane przez 12 621 osób.
W 2018 miastu został nadany tytuł honorowy Miasto Orderu Uśmiechu.

## Geografia

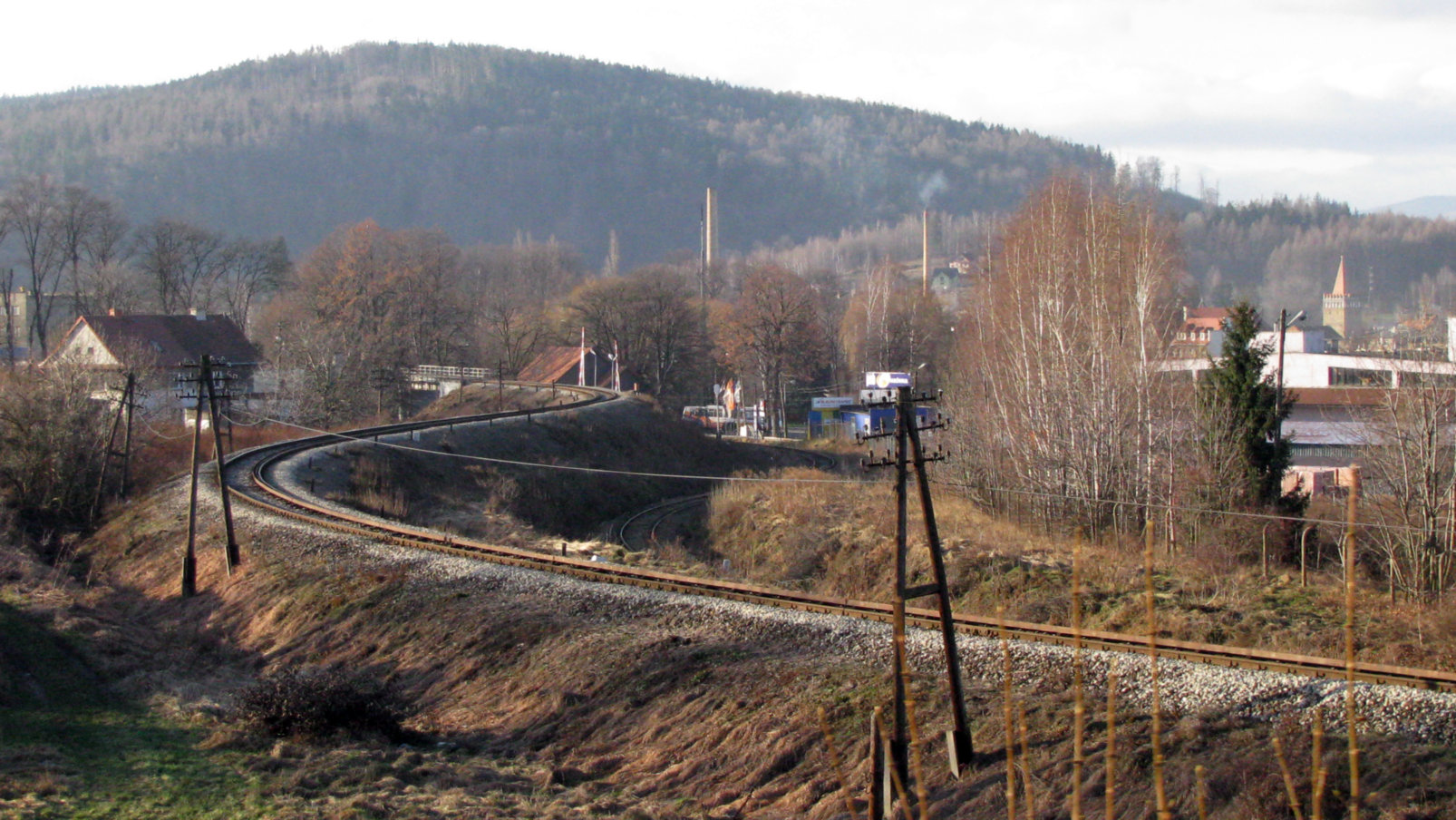
Widok na Głuchołazy od strony wschodniej

### Położenie
Miasto jest położone w południowo-zachodniej Polsce, w województwie opolskim, tuż przy granicy z Czechami, na pograniczu Gór Opawskich i Przedgórza Głuchołasko-Prudnickiego. Znaczna cześć miasta położona jest na równinnym terenie na wysokości około 288 m n.p.m. Formalnie obszar miasta oprócz zabudowy miejskiej, obejmuje na południu porośnięte lasem północne zbocza Parkowej Góry (Przedniej Kopy). Najwyżej położony punkt w granicach miasta znajduje się na wysokości 455 m n.p.m., tuż poniżej szczytu Przedniej Kopy. Południowa część miasta położona u podnóża i w dolnej części zboczy Góry Parkowej jest częścią leczniczą, wypoczynkową i uzdrowiskową.
Przez miasto przepływa Biała Głuchołaska, po przepłynięciu granicy państwowej tworzy zakola między pagórkami. Na południu miasta, na zboczu Góry Parkowej są dwa rezerwaty przyrody: Nad Białką i Las Bukowy.

### Środowisko naturalne
Wpływ na klimat Głuchołaz ma sąsiedztwo Sudetów z najbliżej położonymi Górami Opawskimi. Średnia temperatura roczna wynosi +7,8 °C. Pokrywa śnieżna występuje od grudnia do kwietnia. Duże zróżnicowanie dotyczy termicznych pór roku. Średnie roczne opady atmosferyczne w rejonie Głuchołaz wynoszą 616 mm, dominują wiatry zachodnie.

### Podział miasta
Według Krajowego Rejestru Urzędowego Podziału Terytorialnego Kraju częściami Głuchołaz są:
- Głuchołazy-Zdrój
- Kamieniec
- Kolonia Jagiellońska

W mieście funkcjonują niestandaryzowane nazwy osiedli:
- Osiedle Koszyka
- Osiedle Tysiąclecia
- Osiedle Konstytucji 3 Maja

## Nazwa

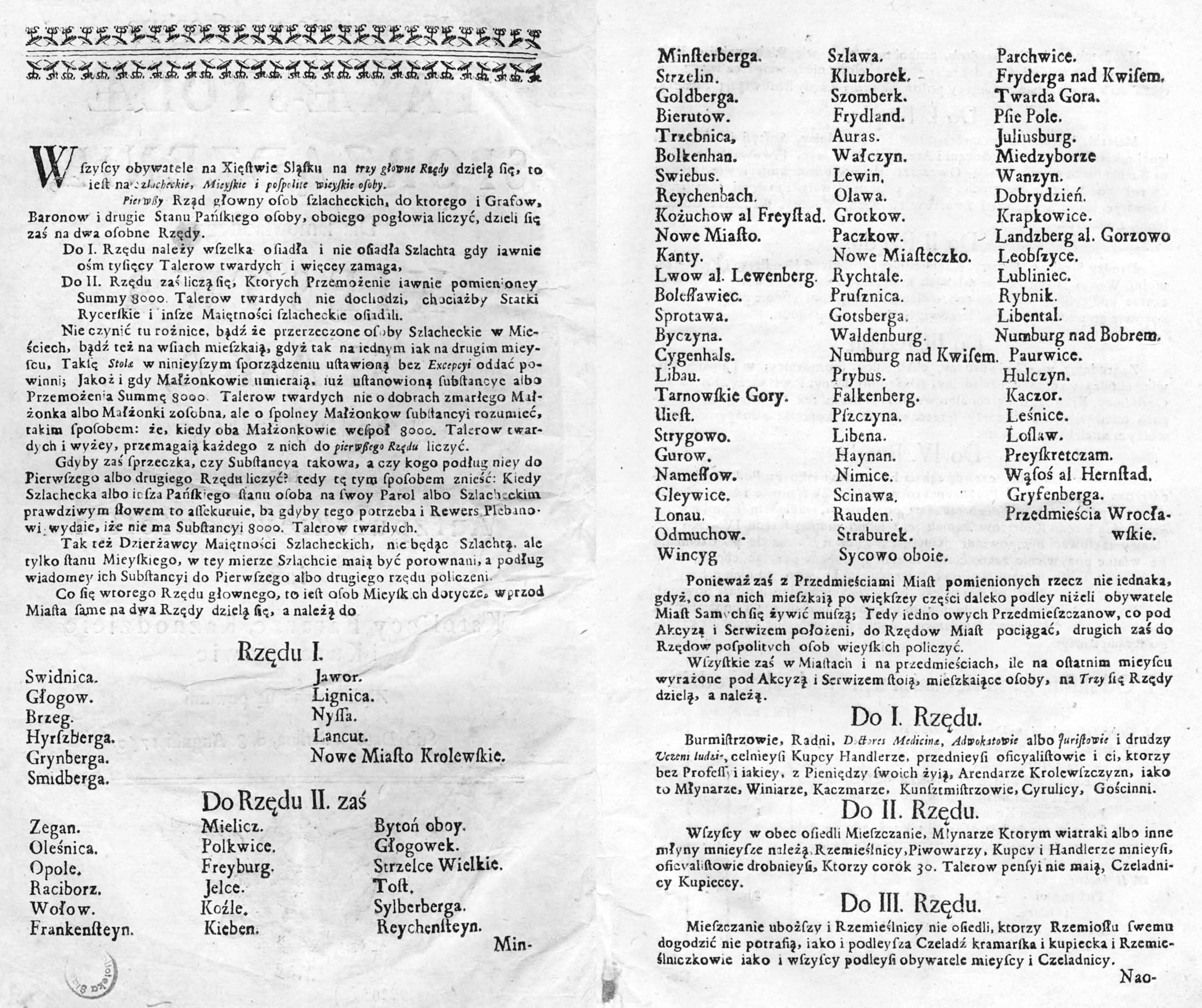
Cygenhals wśród innych nazw śląskich miejscowości w urzędowym pruskim dokumencie z 1750 roku wydanym w języku polskim w Berlinie.

Nazwa Głuchołazy została utworzona od czeskiego określenia hluché lazy (bezpożyteczne czy jałowe pole). Dawna nazwa miasta, Kozia Szyja, pochodziła od krętego biegu rzeki Białej Głuchołaskiej. Jej niemieckim odpowiednikiem było Ziegenhals. Nazwa niemiecka była zapisywana także w zlatynizowanej postaci Caprae Colium. W przeszłości stosowane były też polskie nazwy Złoty Zakątek i Cygenhals.
W 1750 roku polska nazwa Cygenhals wymieniona została przez Fryderyka II pośród innych miast śląskich w zarządzeniu urzędowym wydanym dla mieszkańców Śląska.
Polską nazwę miejscowości w formie Koziascyja w książce Krótki rys jeografii Szląska dla nauki początkowej wydanej w Głogówku w 1847 wymienił śląski pisarz Józef Lompa.
Obecna nazwa została administracyjnie zatwierdzona 7 maja 1946.

## Historia

### Średniowiecze

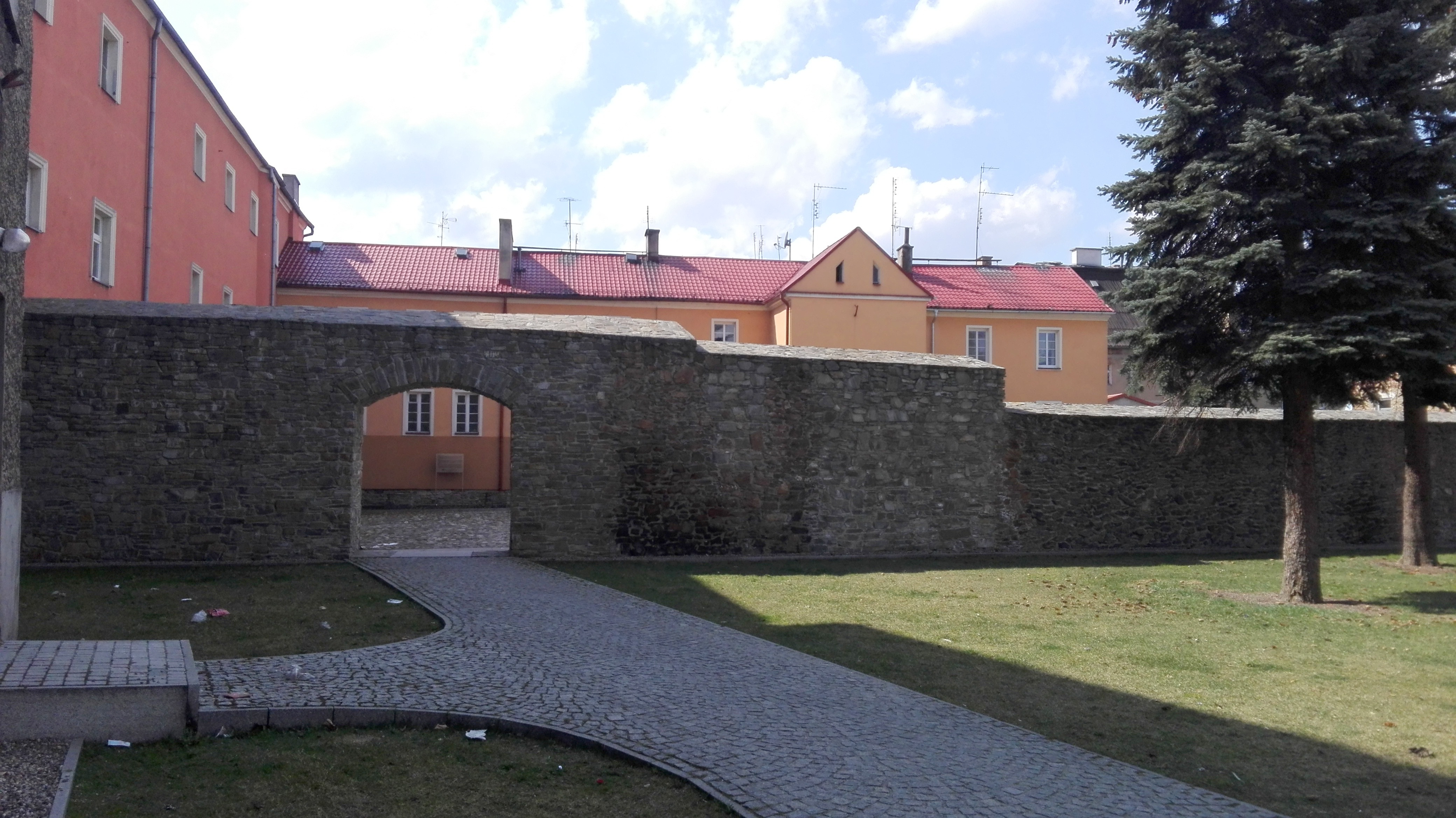
Fragmenty średniowiecznych murów obronnych

Na początku XIII wieku na terenie Śląska i Moraw rozwijała się akcja osiedleńcza biskupa wrocławskiego Wawrzyńca oraz margrabiego morawskiego Władysława I Przemyślidy. Wówczas w rejonie Głuchołaz zostały znalezione złoża złota i założono kopalnie tego metalu. Biskup upoważnił rycerza Witygona do przeprowadzenia akcji kolonizacyjnej w dolinie rzeki Białej Głuchołaskiej w celu zabezpieczenia granic biskupstwa, w wyniku czego założone zostało warowne miasto Głuchołazy. W 1225 miasto zostało lokowane na prawie flamandzkim. Po bitwie pod Legnicą w 1241 przez Głuchołazy i okolice przeszły oddziały Mongołów, „niszcząc wszystko po drodze”. Kościół św. Wawrzyńca po raz pierwszy wzmiankowany był w 1285.
W czasie rejzy husytów na Śląsk, między 16 i 18 marca 1428 opuszczone przez mieszkańców Głuchołazy zostały zniszczone przez husytów w drodze z Prudnika do Nysy. Podczas anarchii feudalnej panującej po wojnach husyckich, Głuchołazy dwukrotnie zagarnęli śląscy i czescy rycerze-zbójcy (1444 i 1445), przy czym dopuszczali się rabunków i gwałtów. Miasto zostało odkupione od napastników przez księcia głogówecko-prudnickiego Bolka V Wołoszka. W latach 1445–1450 Głuchołazy należały do księstwa głogówecko-prudnickiego, następnie odzyskali je biskupi wrocławscy.

### XV–XX wiek

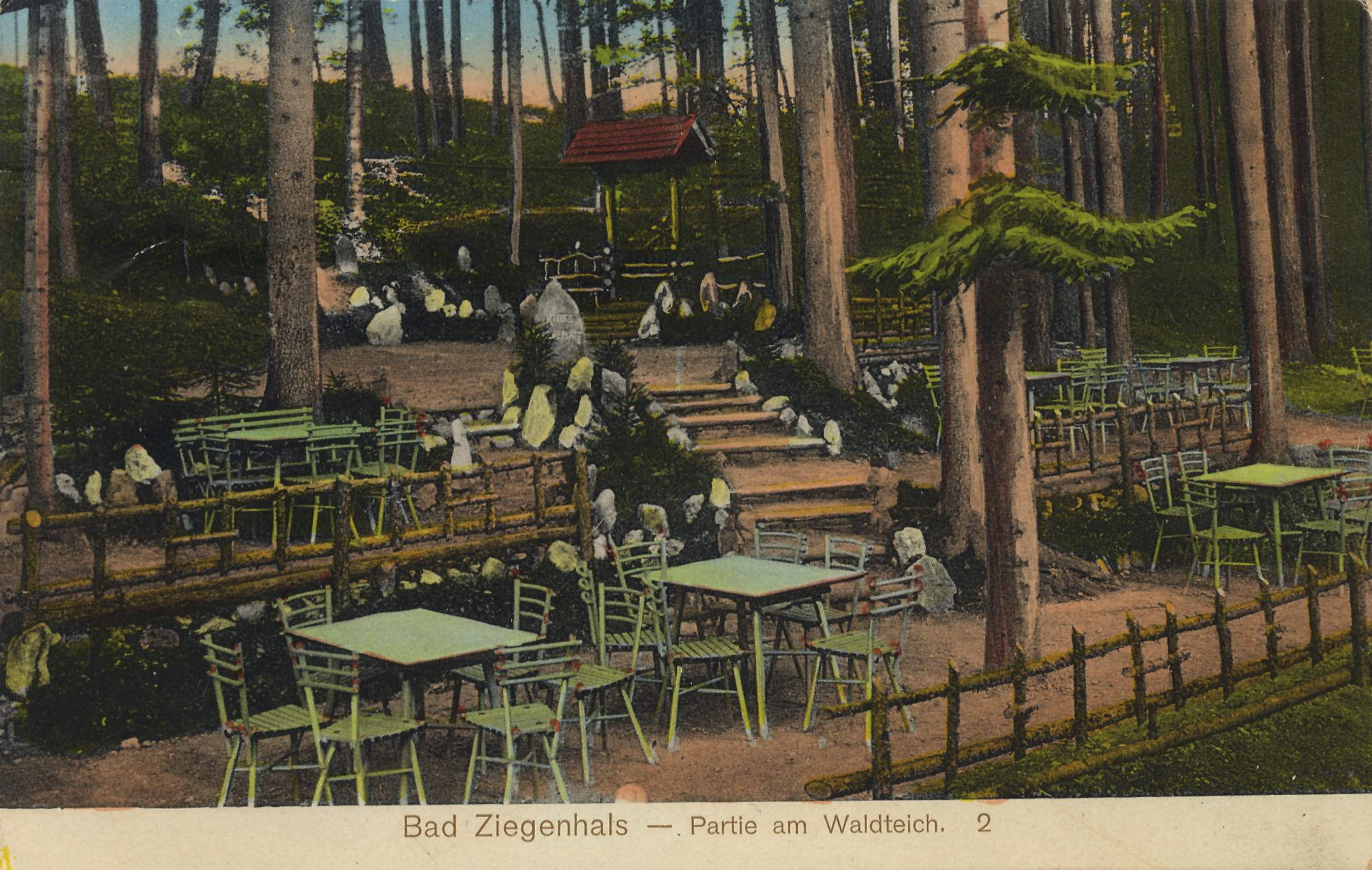
Pocztówka z Głuchołaz ukazująca dawną restaurację Waldteich przy ul. Parkowej (1920)

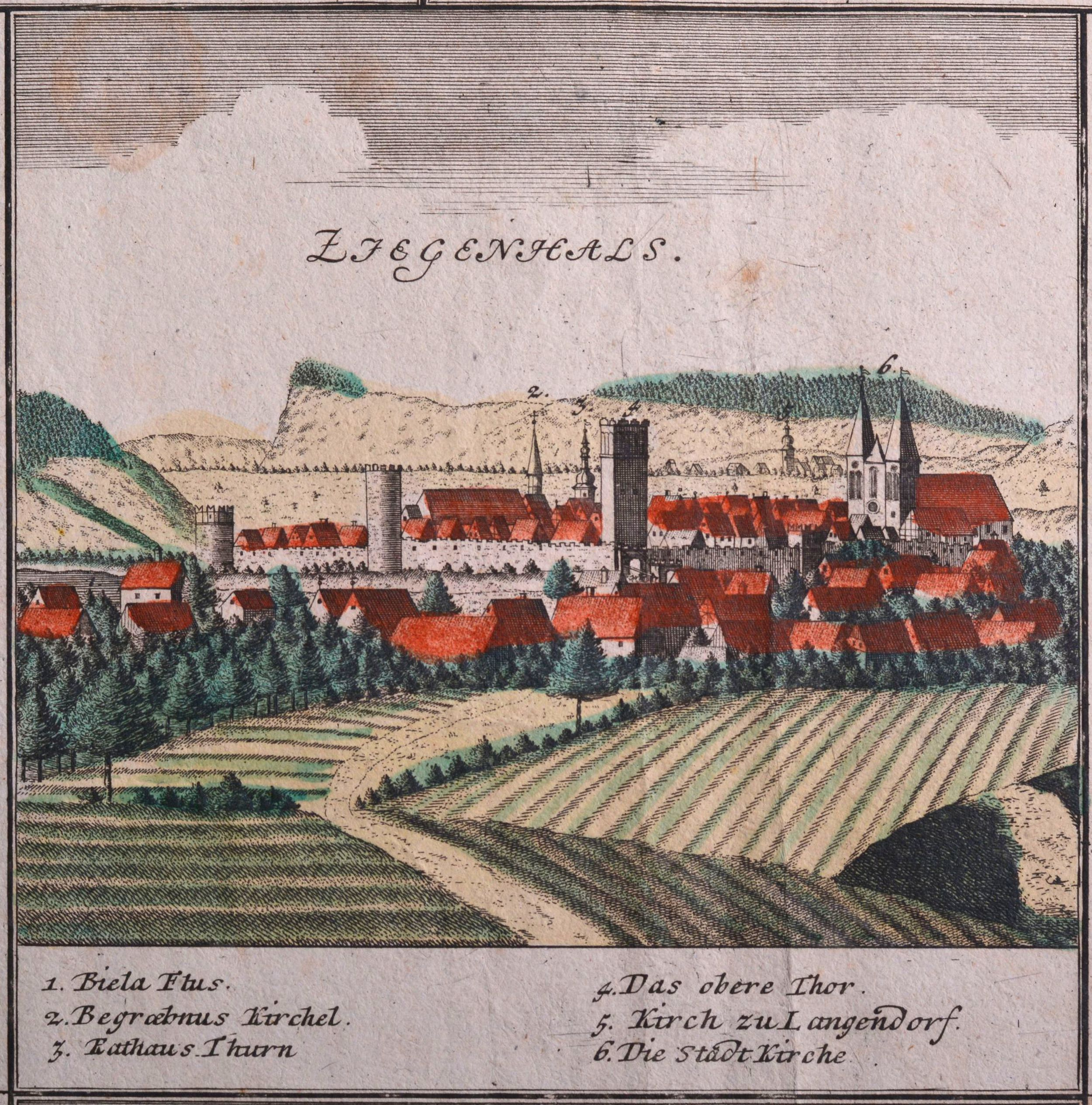
Panorama Głuchołaz w XVIII w. autorstwa Friedricha Bernharda Wernera

W 1460 miasto ucierpiało w wyniku powodzi. Staraniem burmistrza Kirchnera w 1552 w zachodniej części Rynku wzniesiono nowy renesansowy ratusz.
Podczas I wojny śląskiej miasto zostało zajęte przez wojska pruskie. Podczas rokowań pokojowych w 1742 król Fryderyk II Wielki starał się o zapewnienie sobie posiadania miasta jako ważnego punktu strategicznego. W połowie XVIII wieku w mieście wzniesiono obiekty garnizonowe. Do 1755 w Głuchołazach stacjonowała kompania pułku kirasjerów generała Geßlera, którego sztab znajdował się w Prudniku. Od 1818 kontrola celna w Głuchołazach podlegała pod Główny Urząd Celny w Prudniku.
W 1856 fabryka włókiennicza Samuela Fränkla z siedzibą w Prudniku (późniejsze Zakłady Przemysłu Bawełnianego „Frotex”) otworzyła w Głuchołazach swoją filialną tkalnię. W latach 70. XIX wieku chałupnicy z Głuchołaz wchodzili w skład prudnickiej spółki komandytowej, założonej przez Fränkla. 22 maja 1866, w ramach mobilizacji przed wojną prusko-austriacką, na granicę w okolicy Głuchołaz przeniesiono z Prudnika czwarty eskadron oraz sztab 6 Pułku Huzarów im. Hrabiego Goetzena. W 1871 zbudowano bitą szosę z Głuchołaz do Prudnika przez Wierzbiec. Pod koniec XIX wieku z inicjatywy Towarzystwa Promenadowego, wkrótce po otrzymaniu przez miasto statusu uzdrowiska, powstał Park Zdrojowy w Głuchołazach.
10 lipca 1903 roku Głuchołazy i okoliczne miejscowości w wyniku wielodniowych intensywnych opadów deszczu nawiedziła powódź. Miesiąc później, 10 sierpnia, cesarzowa Augusta udała się do Głuchołaz, Jarnołtówka i Prudnika, by dokonać wizji terenów zniszczonych podczas powodzi. Jej wizyta zaowocowała wybudowaniem zapory wodnej w Jarnołtówku.
W lutym 1919 na konferencji paryskiej Czechosłowacja wysunęła roszczenie terytorialne do Głuchołaz.
Od 1919 Głuchołazy należały do nowo utworzonej prowincji Górny Śląsk. Prowincja została zlikwidowana w 1938, a 18 stycznia 1941 utworzono ją ponownie.

### II wojna światowa
Przed rozpoczęciem II wojny światowej w Głuchołazach działał tajny ośrodek niemieckiego wywiadu wojskowego Abwehry. Współpracował z nim m.in. Oskar Schindler.
W styczniu 1945 roku cywilna ludność Głuchołaz została wywieziona na terytorium okupowanej przez Niemców Czechosłowacji. W marcu 1945 do Głuchołaz uciekła część niemieckich mieszkańców wsi w okolicy Prudnika. 19 marca 1945, po zajęciu Prudnika, Armia Czerwona rozpoczęła natarcie na Głuchołazy. Radzieckie czołgi podjechały pod miasto, po czym wycofały się do Wierzbca pod Prudnikiem z powodu braku wsparcia piechoty. Niemcy podciągnęli do Głuchołaz, a następnie do Charbielina, 1 Dywizję Pancerno-Spadochronową Hermann Göring, w ramach planowanego kontruderzenia na Szybowice.
Od 24 marca linia frontu przebiegała wzdłuż rubieży: Biała Nyska – Bodzanów – Głuchołazy, pozostawiając wojska rosyjskie w odległości ok. 3 km na wschód od Głuchołaz, za Nowym Lasem i Charbielinem. Żołnierze mieli rozkaz wysadzania za sobą wszystkich mostów. W ten sposób zniszczony został między innymi most Wiktorii, którym można było najszybciej przejechać na drugą stronę Białej w drodze do Jesionika. 31 marca 1945 245 i 92 Dywizja Strzelecka Armii Czerwonej podjęła ponowną, również nieudaną próbę uderzenia na Głuchołazy. Dopiero 8 maja 1945 (dzień kapitulacji III Rzeszy) atakujący z Prudnika 1278 Pułk Strzelecki przełamał obronę Charbielina, lasu na południe od Wierzbca i Moszczanki, i opanował Głuchołazy. 10 maja 1945 przyjechały tu polskie władze administracyjne. Poza mostami miasto było prawie nie ruszone. Spłonął tylko jeden z budynków przy obecnej ul. Wyszyńskiego, wcześniej jedna bomba spadła na jedną halę przemysłową, powybijane były także okna w kamienicy przy zbiegu obecnych alei Jana Pawła II i ul. Powstańców Śląskich.
Po wyparciu oddziałów niemieckich miasto zostało przejęte przez polską administrację. Wówczas w Głuchołazach i okolicy została osiedlona między innymi część polskich przesiedleńców z Kresów Wschodnich – z Kozowej (dawny powiat brzeżański w województwie tarnopolskim). Niemieckojęzyczna ludność została wysiedlona na zachód.

### Polska Ludowa

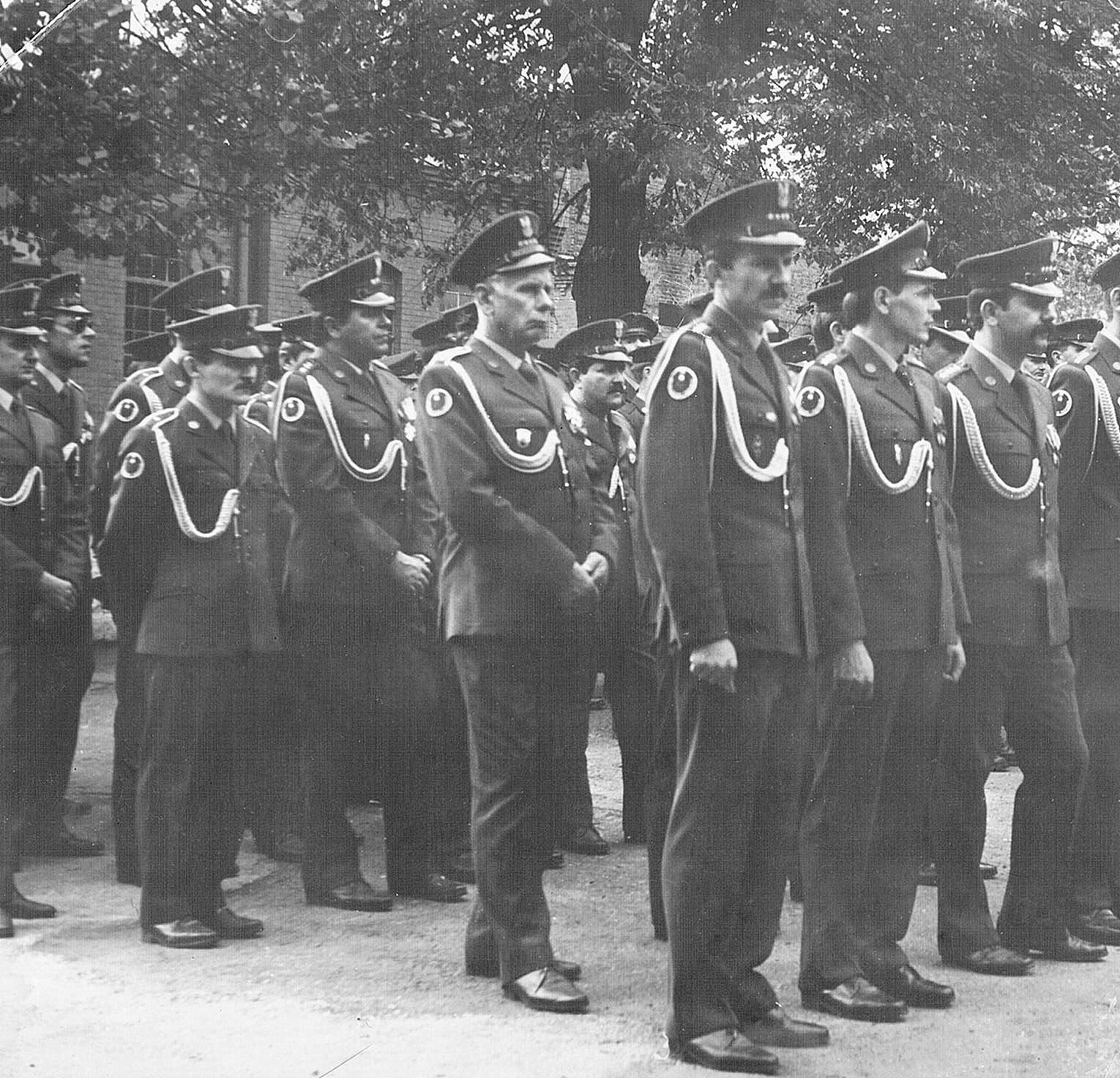
Kadra bg WOP Prudnik, GPK Głuchołazy i strażnicy WOP Jasienica Górna, na placu apelowym w Prudniku podczas uroczystej zbiórki z okazji Święta LWP (październik 1985)

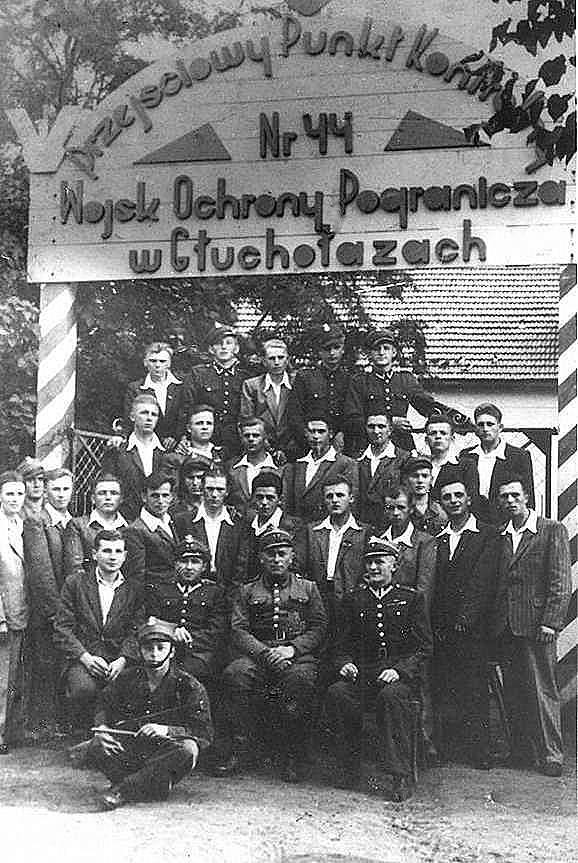
Żołnierze WOP – Przejściowy Punkt Kontrolny nr 44 Wojsk Ochrony Pogranicza w Głuchołazach (1946)

Na podstawie dekretu PKWN z 31 sierpnia 1944 zostały utworzone miejsca odosobnienia, więzienia i ośrodki pracy przymusowej dla „hitlerowskich zbrodniarzy oraz zdrajców narodu polskiego”. Obóz pracy nr 102 Ministerstwo Bezpieczeństwa Publicznego utworzyło w Głuchołazach.
W lipcu 1945 w Głuchołazach rozlokowano 6 pułk piechoty 2 Dywizji Pancernej. Jesienią 1945 na terenie Głuchołaz została sformowana Graniczna Placówka Kontrolna, którą nadzorowała 48 Komenda Odcinka Prudnik. 28 lutego 1946 w świetlicy MO otwarto pierwsze kino w Głuchołazach.
W 1946 roku wprowadzono urzędowo nazwę Głuchołazy, zastępując poprzednią niemiecką nazwę Ziegenhals.
W maju 1947 roku w ścianę budynku nr 2 wmurowano tablicę pamiątkową ku czci gen. Karola Świerczewskiego.
W 1949 roku przy ul. 15 Grudnia odsłonięto pomnik Armii Radzieckiej i Wojska Polskiego.
W 1978 roku na ówczesnej ul. gen. Świerczewskiego odsłonięto ufundowany przez Izbę Rzemieślniczą głaz z tablicami upamiętniającymi jego postać.
Projekt Orderu Uśmiechu stworzyła w 1967 dziewięciolatka z Głuchołaz – Ewa Chrobak, obecnie Kawaler Orderu Uśmiechu i Sekretarz Międzynarodowej Kapituły Orderu Uśmiechu.

### III Rzeczpospolita
6 lipca 1997 rozpoczęła się powódź tysiąclecia. Głuchołazy były wówczas drugim (po Prudniku) polskim miastem, które zostało zalane. 8 lipca 1997 do Głuchołaz przyleciał helikopterem premier Włodzimierz Cimoszewicz.
W Głuchołazach do 21 grudnia 2007 roku funkcjonowały przejścia graniczne: Głuchołazy-Mikulovice (drogowe), Głuchołazy-Mikulovice (kolejowe), Głuchołazy-Jindřichov ve Slezsku (kolejowe) oraz w bezpośredniej bliskości miasta Konradów-Zlaté Hory (drogowe).
W ramach obchodów 50-lecia istnienia Orderu Uśmiechu Kapituła nadała po raz pierwszy honorowy tytuł Miasta Orderu Uśmiechu dla Głuchołaz. 25 maja 2018 na stadionie w Głuchołazach, 1024 dzieci z głuchołaskich szkół i przedszkoli biło rekord Polski z wpisem do księgi Guinnessa w ułożeniu znaku graficznego Orderu Uśmiechu z okazji jego 50-lecia.
4 lipca 2018 przy ul. Lompy 2, na terenie parku zdrojowego, otwarto 15-metrową tężnię solankową z drewna modrzewiowego, pełniącą zarazem funkcję wieży widokowej.
W 2018 roku Marek Michalak decyzją Rady Miejskiej Głuchołaz otrzymał tytuł Honorowego Obywatela Głuchołaz (2018).

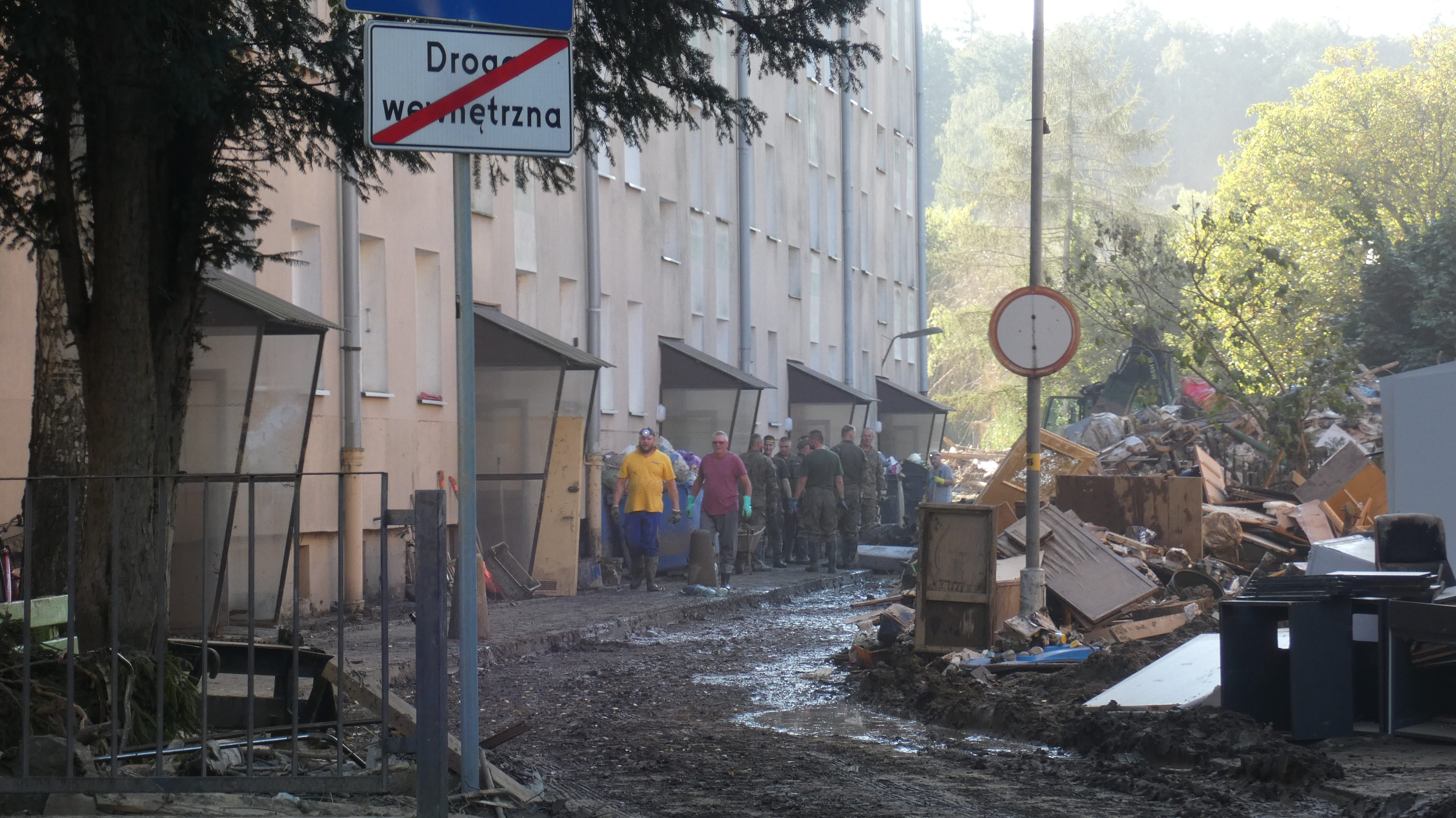
Wolontariusze i żołnierze sprzątający zniszczenia w bloku przy ul. Papierniczej po powodzi w 2024

W czasie powodzi we wrześniu 2024 przepływająca przez Głuchołazy rzeka Biała Głuchołaska wylała, powodując liczne zniszczenia. Zalane zostało centrum miasta. Kostka brukowa położona na Rynku została wyrwana. Uszkodzeniu uległy budynki i infrastruktura drogowa. Nurt rzeki porwał most tymczasowy oraz konstrukcję nowego mostu. Miasto zostało pozbawione prądu, gazu i telefonii stacjonarnej. Według relacji burmistrza, dziesiątki kamienic w mieście zostało podtopionych, a po lewobrzeżnej stronie miasta „z powierzchni zmyte zostały wszystkie sklepy”. W usuwaniu skutków powodzi w Głuchołazach uczestniczyli stacjonujący w Prudniku żołnierze 18 Dywizji Zmechanizowanej oraz żołnierze niemieccy.

## Demografia
Według danych GUS z 30 czerwca 2018, Głuchołazy miały 13735 mieszkańców (10. miejsce w województwie opolskim i 328. w Polsce), powierzchnię 6,83 km² (33. miejsce w województwie opolskim i 726. miejsce w Polsce) i gęstość zaludnienia 2011 os./km².
Mieszkańcy Głuchołaz stanowią około 10% populacji powiatu nyskiego, co stanowi 1,39% populacji województwa opolskiego.
Dane statystyczne dla Głuchołaz zbiera Urząd Statystyczny w Opolu, oddział w Prudniku.
| Opis                              | Ogółem | Ogółem | Kobiety | Kobiety | Mężczyźni | Mężczyźni |
| --------------------------------- | ------ | ------ | ------- | ------- | --------- | --------- |
| jednostka                         | osób   | %      | osób    | %       | osób      | %         |
| populacja                         | 13735  | 100    | 7281    | 53      | 6454      | 47        |
| gęstość zaludnienia (mieszk./km²) | 2011   | 2011   | 1066    | 1066    | 945       | 945       |

### Liczba mieszkańców miasta
1800 – 2000
1910 – 8975
1933 – 9913
1939 – 9737
1946 – 7500
1957 – 10300
1970 – 13400
1995 – 15800
1996 – 15718
1997 – 15478
1998 – 15835
1999 – 15548
2000 – 15525
2001 – 15446
2002 – 15319
2003 – 15199
2004 – 15052
2005 – 14985
2006 – 14918
2007 – 14879
2008 – 14849
2009 – 14736
2010 – 14658
2011 – 14421
2012 – 14382
2013 – 14257
2014 – 14092
2015 – 13925
2016 – 13780
2017 – 13725

## Zabytki

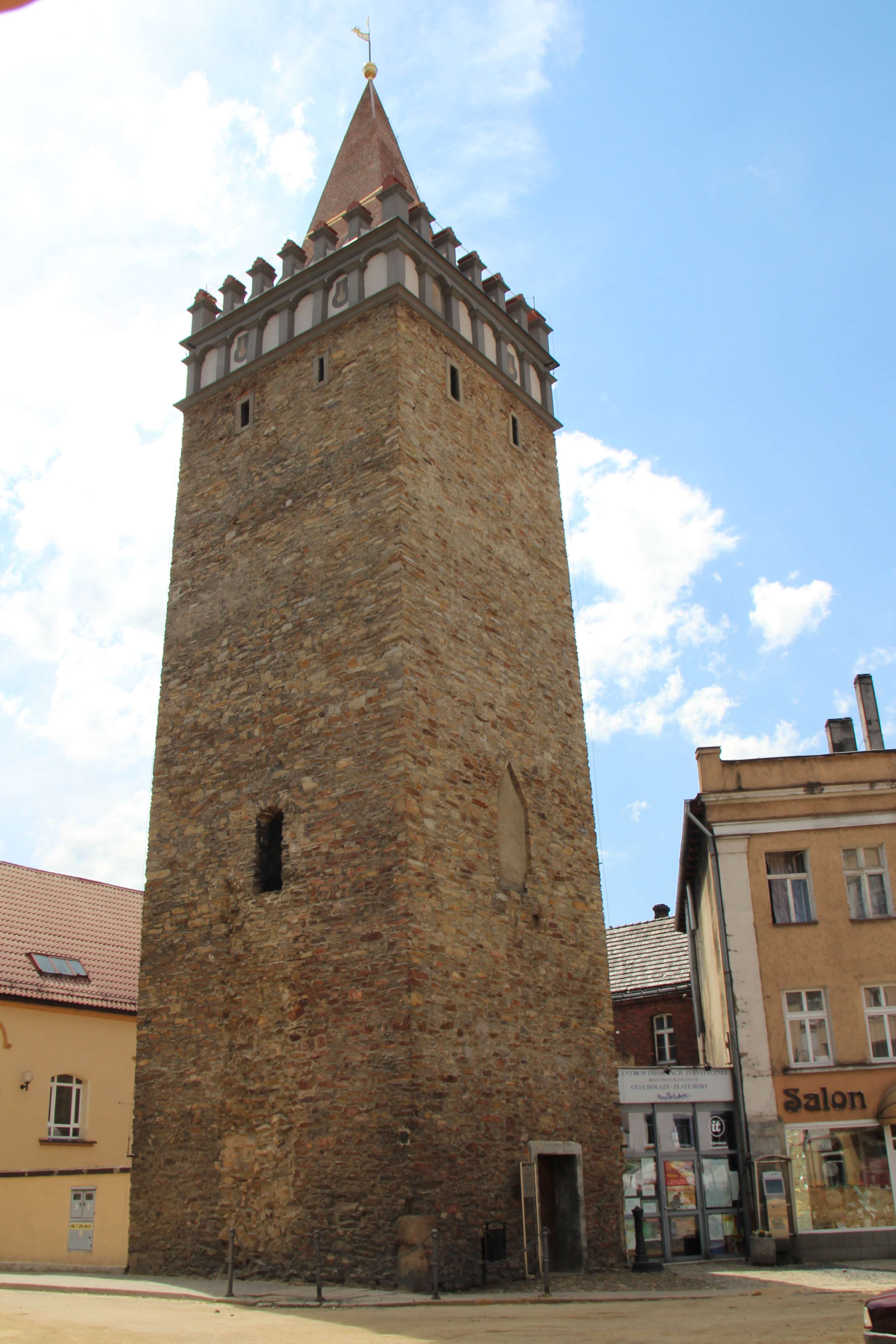
Wieża Bramy Górnej

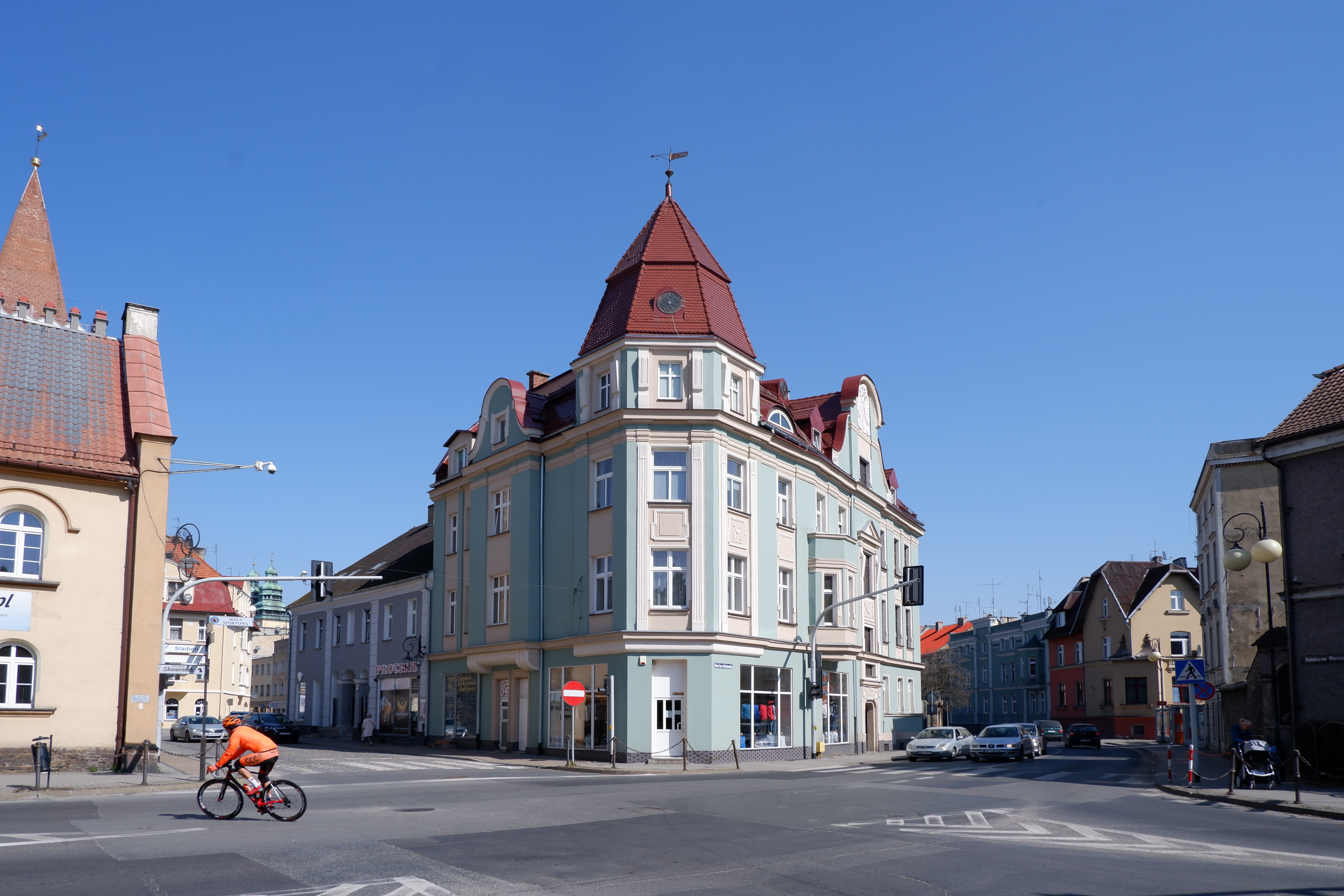
Zabudowa śródmieścia z przełomu XIX i XX wieku

Do wojewódzkiego rejestru zabytków wpisane są:
- układ urbanistyczny, z XIII w.,
- kościół par. pw. św. Wawrzyńca, z 1250 r. – XIII w. do XX w.
- kościół cmentarny pw. św. Rocha, z 1350 r., 1626 r., XIX w.
- pomnik więźniów oświęcimskich, na cmentarzu komunalnym, ul. Prymasa S. Wyszyńskiego (d. Warszawska), z 1953 r., 1985 r.
- park sanatoryjny
- mury obronne, baszta – wieża Bramy Górnej z XIV w., 1418 r. – XV w. XVII w.
- zespół dawnego wójtostwa, obecnie mieszkalny, ul. Magistracka 2
  - 2 budynki z dziedzińcem
  - fragment muru obronnego miasta
- dom, ul. Andersa 48, z 1900 r.
- dawny dom zdrojowy, ul. Andersa nr 74, z 1882 r.,
- pensjonat „Ogrodowy”, ul. Andersa nr 76, z 1899 r.
- domy, Aleja Jana Pawła II 2, 12 (d. ul. 15 Grudnia), z k. XIX w.
- domy, ul. Kościuszki 1, 48, z XVIII w., XIX w.
- domy, Rynek 4, 8, 11, 19, 20, 24, 25, 26 (pl. Wolności), z XVI w., XVII w., XVIII w., XIX w.
- domy, ul. Wita Stwosza 5, 7, 17, 19, 21, z XVIII w./XIX w.

Niektóre zabytki wpisane do gminnej ewidencji zabytków:
- kościół pw. św. Anny na Górze Chrobrego
- kościół ewangelicki z 1865 r., obecnie katolicki kościół młodzieżowy pw. św. Franciszka.

## Transport
Transport drogowy

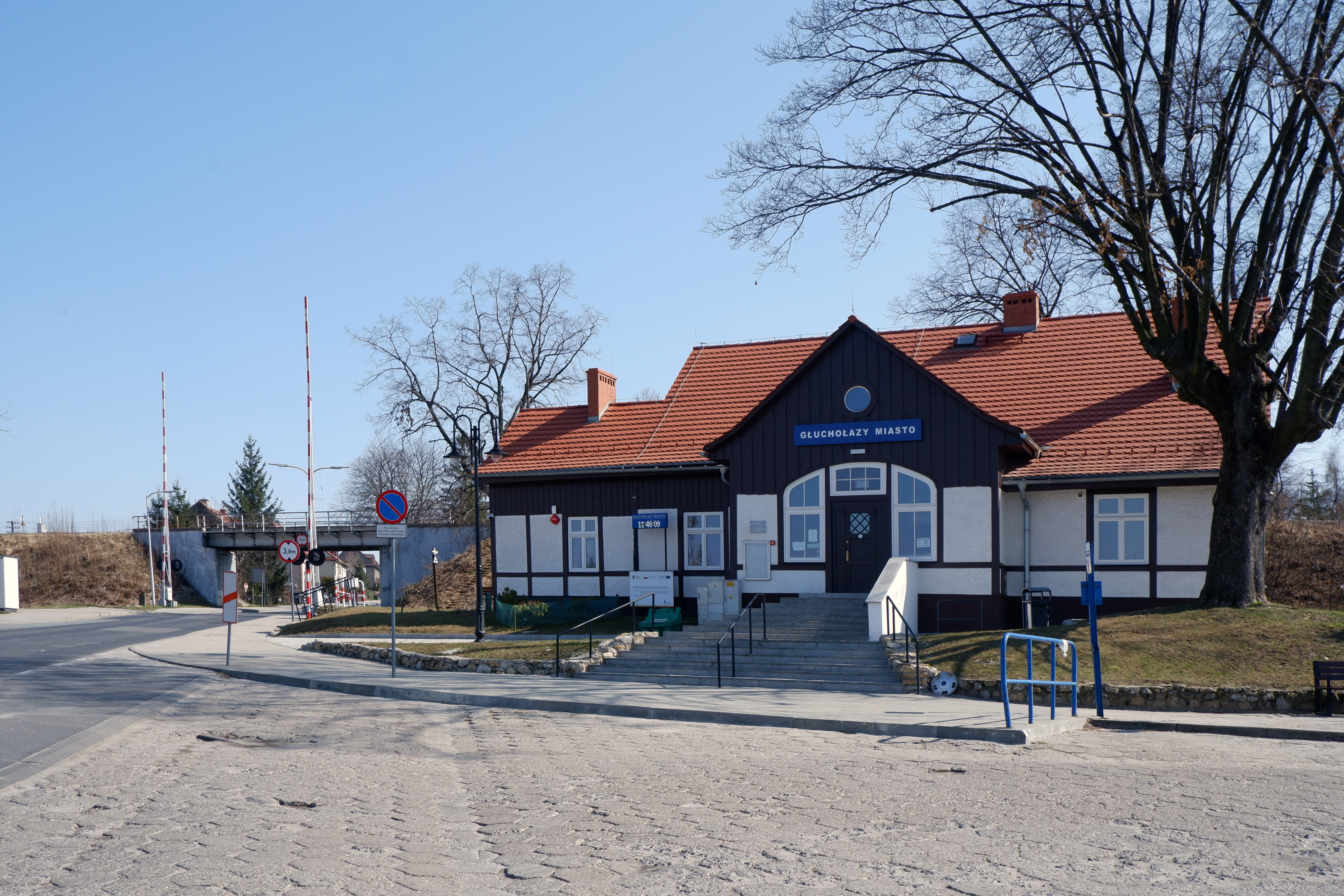
Stacja kolejowa Głuchołazy Miasto

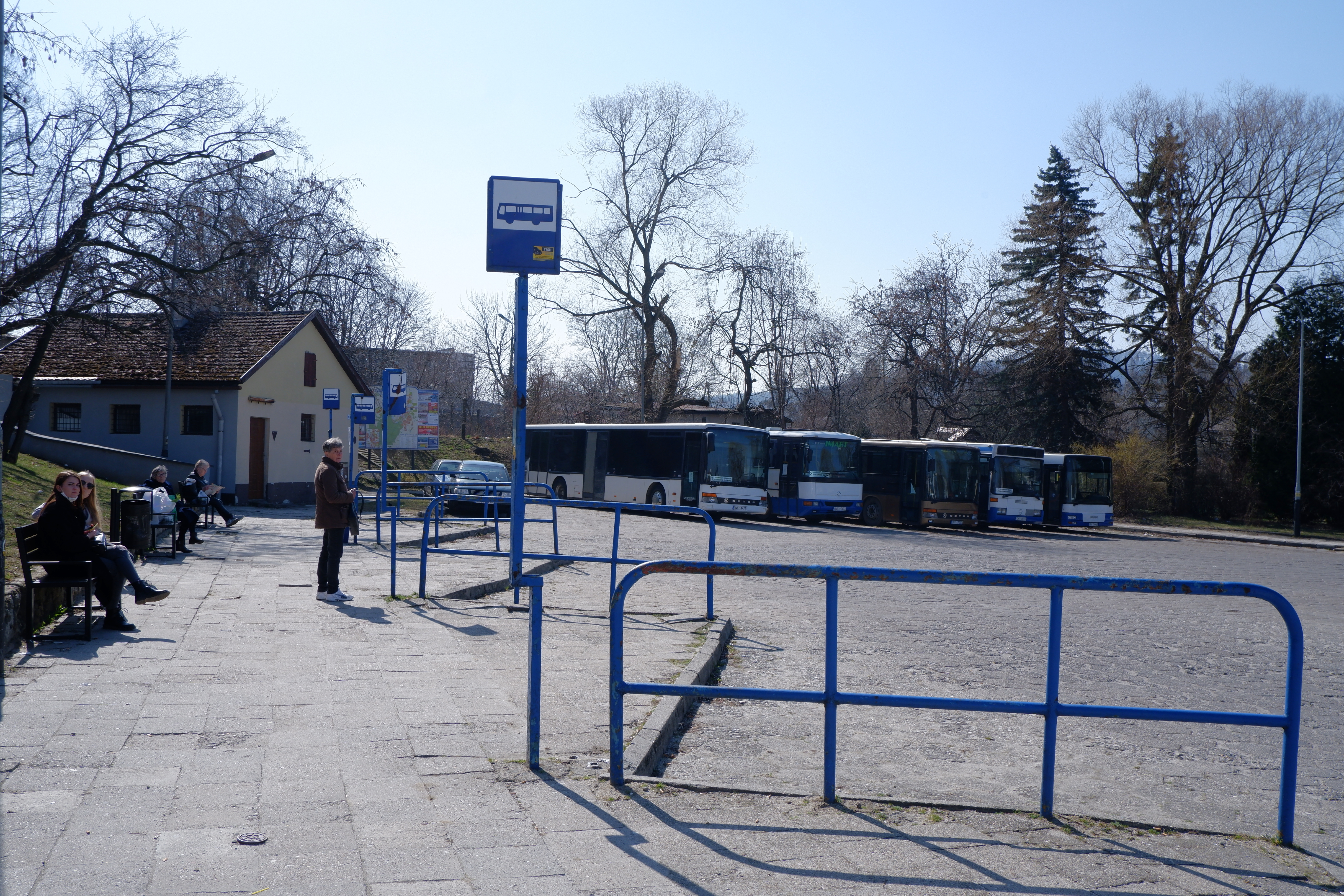
Dworzec autobusowy

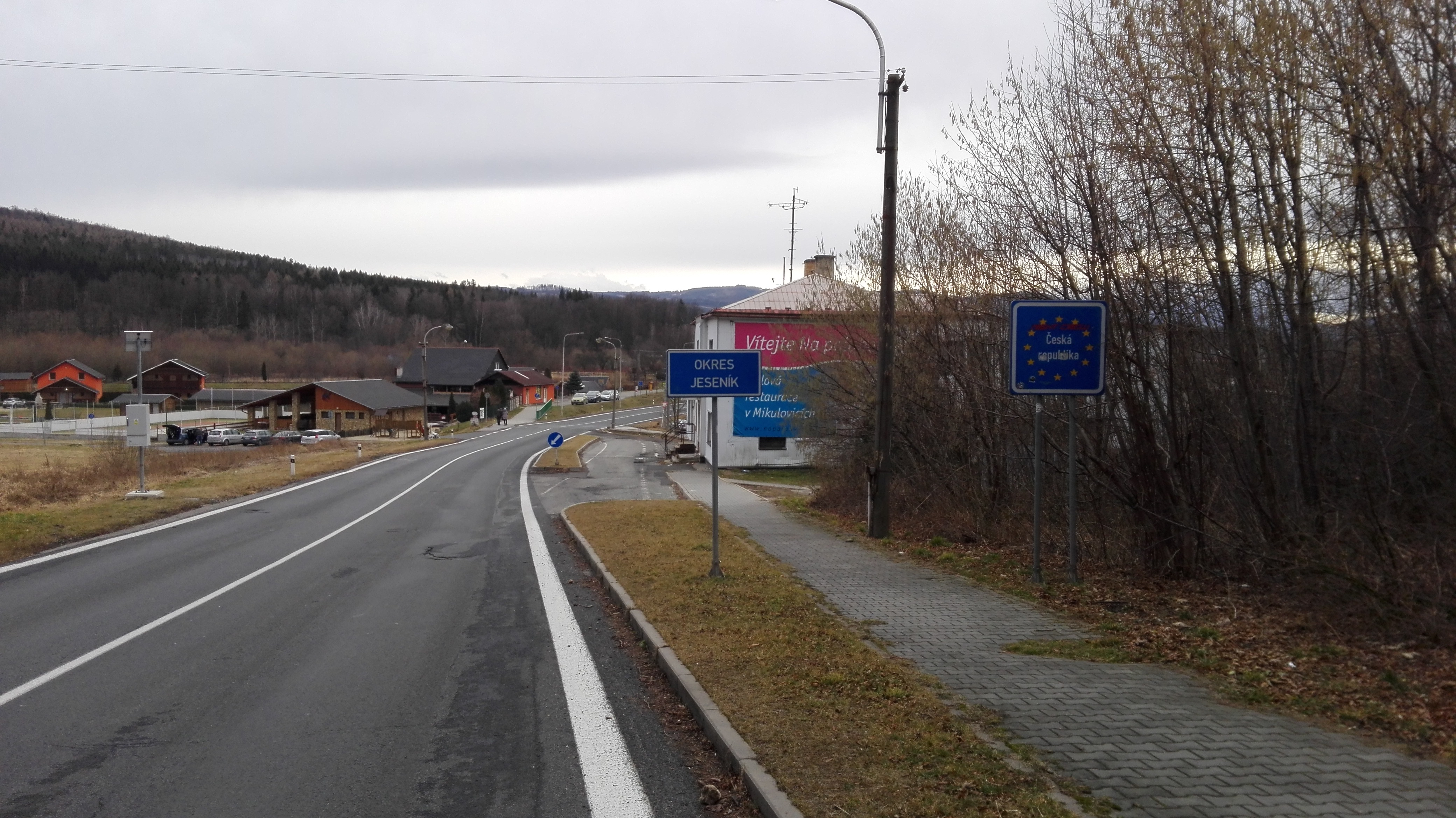
Przejście graniczne Głuchołazy-Mikulovice

Przez Głuchołazy przebiega droga krajowa:
- 40 Głuchołazy – Prudnik – Kędzierzyn-Koźle – Pyskowice

Sieć uzupełniają drogi wojewódzkie:
- 411 Nysa – granica państwa

Transport kolejowy
W mieście są stacje kolejowe:
- Głuchołazy
- Głuchołazy Miasto (przystanek kolejowy)
- Głuchołazy Zdrój (nieczynna)
- Ziegenhals Stadt (zlikwidowana)

Transport publiczny
Dworzec autobusowy w Głuchołazach znajduje się przy ul. Wyszyńskiego.
Transport autobusowy w Głuchołazach obsługiwany był przez PKS Prudnik. W 2004 prudnicki PKS został sprywatyzowany z udziałem Connex Polska. W 2008, w wyniku połączenia spółek PKS Connex Prudnik i PKS Connex Kędzierzyn-Koźle, utworzona została spółka Veolia Transport Opolszczyzna, w 2013 przejęta przez Arriva Bus Transport Polska. W 2019 Arriva wycofała się z Prudnika. Wówczas organizacją przewozów pasażerskich w Głuchołazach i okolicy zajęły się ościenne PKS-y. W grudniu 2021 powołano Powiatowo-Gminny Związek Transportu „Pogranicze”, mający na celu poprawę jakości transportu.
1 lipca 2016 roku w mieście uruchomiono bezpłatną komunikacje miejską. W dni powszednie funkcjonuje ona na terenie miasta i przyległych miejscowości Konradów i Bodzanów, natomiast w letnie weekendy wykonuje ona 4 kursy do Jarnołtówka i Pokrzywnej. Kursowanie autobusów przewidziane było pierwotnie do końca 2016 roku, jednakże w związku z pomyślnymi wynikami eksploatacyjnymi, funkcjonowanie komunikacji zostało w kolejnych latach utrzymane. Głuchołaska Bezpłatna Komunikacja Miejska funkcjonuje w oparciu o 28 przystanków autobusowych. W dni robocze kursy wykonywane są w godz. 5.00–21.00, czyli przez 16 godzin, natomiast w dni wolne od pracy przez 8 godzin dziennie. Łączna liczba zaplanowanych do przejechania kilometrów to ponad 59 tys. wozokilometrów.
Przejścia graniczne
W mieście i jego pobliżu na granicy z Czechami funkcjonowały: drogowe Przejście graniczne Głuchołazy-Mikulovice, Przejście graniczne Konradów-Zlaté Hory oraz kolejowe Przejście graniczne Głuchołazy-Jindřichov ve Slezsku, Przejście graniczne Głuchołazy-Mikulovice (kolejowe).

## Kultura
W mieście działa:
- Centrum Kultury im. Kawalerów Orderu Uśmiechu
- Chór Capricolium przy Liceum Ogólnokształcącym im. Bolesława Chrobrego

### Stałe imprezy kulturalne
- Dni Głuchołaz – impreza plenerowa organizowana corocznie w czerwcu na scenie przy ul. Moniuszki[80]
- Międzynarodowe Kursy Muzyczne[81]
- Międzynarodowy Festiwal Piosenki Turystycznej „Kropka”
- Miejsko - Gminne Koło Pszczelarzy

### Odniesienia w kulturze masowej
- Jerzy Opolski – Ostatni portret pięknej kobiety, 1972
- Andrzej Sapkowski – Boży bojownicy, 2004; Lux perpetua, 2006
- Aleksander Sowa – Do widzenia, 2013
- Dorota Kania – Cień tajnych służb, 2013
- Jakub Ćwiek – Topiel, 2020
- Jakub Ćwiek – Panie czarowne, 2021

## Media lokalne

### Prasa
- Głuchołaski Informator Samorządowy
- Prudnik24
- Nowa Trybuna Opolska
- Gazeta Pogranicza

### Telewizja
- TV Prudnik (TV Pogranicze)

### Portale
- glucholazy.eu[82]
- prudnik24.pl[83]

## Religia

### Wspólnoty wyznaniowe

#### Kościół rzymskokatolicki
Dekanat Głuchołazy
- parafia św. Wawrzyńca (ul. Kościelna 4)
  - kościół św. Wawrzyńca (ul. Kościelna 4)
  - kościół św. Franciszka z Asyżu (ul. Bohaterów Warszawy)
  - kościół św. Rocha (ul. Marii Skłodowskiej-Curie)
  - kościół św. Anny na Przedniej Kopie

#### Świadkowie Jehowy
- zbór Głuchołazy (Sala Królestwa ul. Powstańców Śląskich 11/1)[84]

### Cmentarze
- Cmentarz Komunalny (ul. Stefana Wyszyńskiego)

## Sport

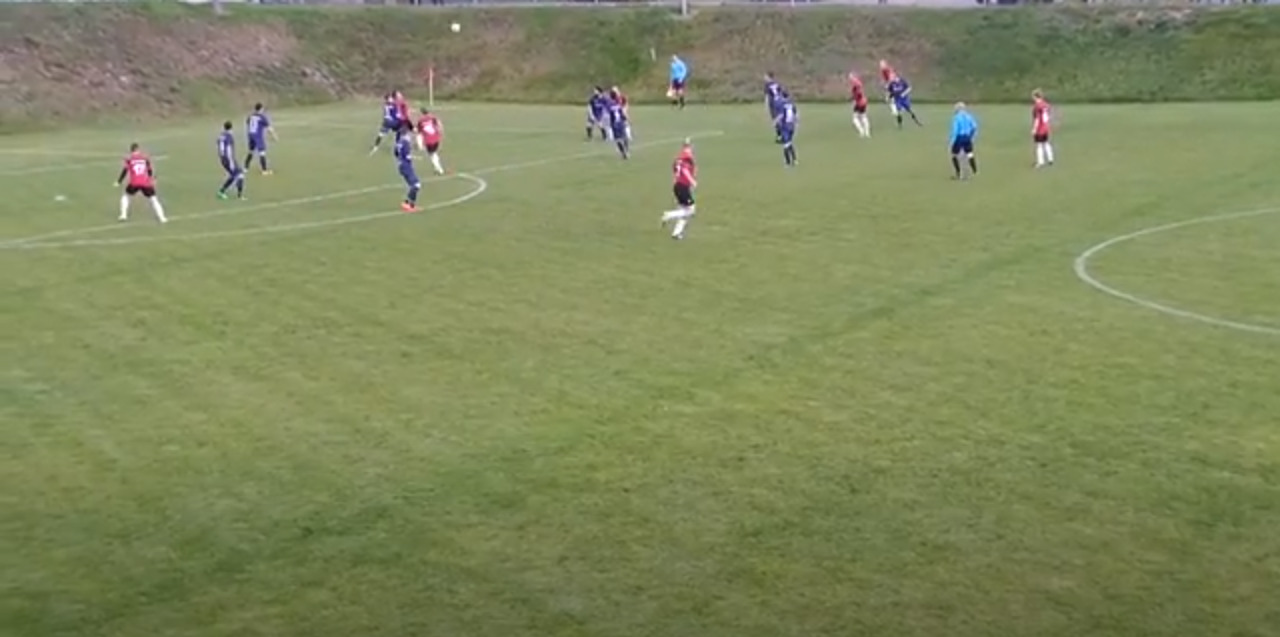
Mecz GKS Głuchołazy z LZS Racławiczki (30 września 2017)

Głównym podmiotem odpowiedzialnym za sport i rekreację w mieście jest Gminny Ośrodek Sportu i Rekreacji Głuchołazy.

### Obiekty sportowe
- Stadion Miejski (ul. Konopnickiej)
- Hala sportowa (ul. Skłodowskiej)
- Kompleks rekreacyjny „Nad Białką” (ul. Kościuszki)
- Lodowisko „Biały Orlik” (ul. Bohaterów Warszawy)
- Boiska ORLIK 2012 (ul. Bohaterów Warszawy)
- Korty tenisowe (al. Jana Pawła II)

### Kluby sportowe
- MULKS Juvenia Głuchołazy (lekkoatletyka)
- GKS Głuchołazy (piłka nożna)
- MUKS Chrobry Basket Głuchołazy (koszykówka)
- Juve Głuchołazy (siatkówka)
- Głuchołaski Klub Kolarski Victoria (kolarstwo)
- KŁ Chrobry Głuchołazy (łucznictwo)
- UKS Hattrick Głuchołazy (piłka nożna)

## Polityka
Miasto jest siedzibą gminy miejsko-wiejskiej. Organem wykonawczym jest burmistrz. W wyborach samorządowych w 2018 na urząd został wybrany Edward Szupryczyński. Siedzibą władz jest Urząd Miejski na Rynku.

### Rada Miejska
Mieszkańcy Głuchołaz wybierają do swojej Rady Miejskiej 11 radnych (11 z 21). Pozostałych 10 radnych wybierają mieszkańcy terenów wiejskich gminy Głuchołazy.
Radni Rady Miejskiej VIII kadencji wybrani w wyborach samorządowych w 2018:
- Prawo i Sprawiedliwość (7 mandatów) – Kazimierz Stychno, Bolesław Stychno, Michał Koszut, Jerzy Wojnarowski, Jan Chaszczewicz, Bogusław Kanarski, Szymon Biliński;
- Koalicja Obywatelska (7 mandatów) – Andrzej Gębala, Alicja Szymkowicz, Klaudia Pach-Gomulnicka, Edward Szupryczyński, Mariusz Migała, Roman Sambor, Mieczysław Skupień;
- Kukiz’15 (4 mandaty) – Grzegorz Ptak, Daniel Szenawa, Teresa Wilk, Jacek Wanicki;
- Forum Samorządowe 2002 (2 mandaty) – Adam Łabaza, Ryszard Udziela;
- Polskie Stronnictwo Ludowe (1 mandat) – Stanisław Szul.

Radni Rady Miejskiej IX kadencji wybrani w wyborach samorządowych w 2024:
- KWW Koalicja Obywatelska (10 mandatów) - Andrzej Gębala, Grzegorz Ptak, Edward Szupryczyński, Mariusz Migała, Klaudia Pach-Gomulnicka, Roman Sambor, Teresa Wilk, Jerzy Dunaj, Ryszard Udziela, Anna Szczegielniak;
- KWW Prawo i Sprawiedliwość (4 mandaty) - Radosław Mikłasz, Szymon Zyśk, Marek Bortniczuk, Kamil Maciński;
- KWW Pawła Szymkowicza (3 mandaty) - Jarosław Drożdżyński, Paweł Szymkowicz, Roman Stokłosa;
- KWW Tak! dla Gminy Głuchołazy (3 mandaty) - Jan Ćwiek, Jadwiga Studzienna, Szymon Biliński;
- KWW Przemysława Kanarskiego (1 mandat) - Gargol Mateusz.

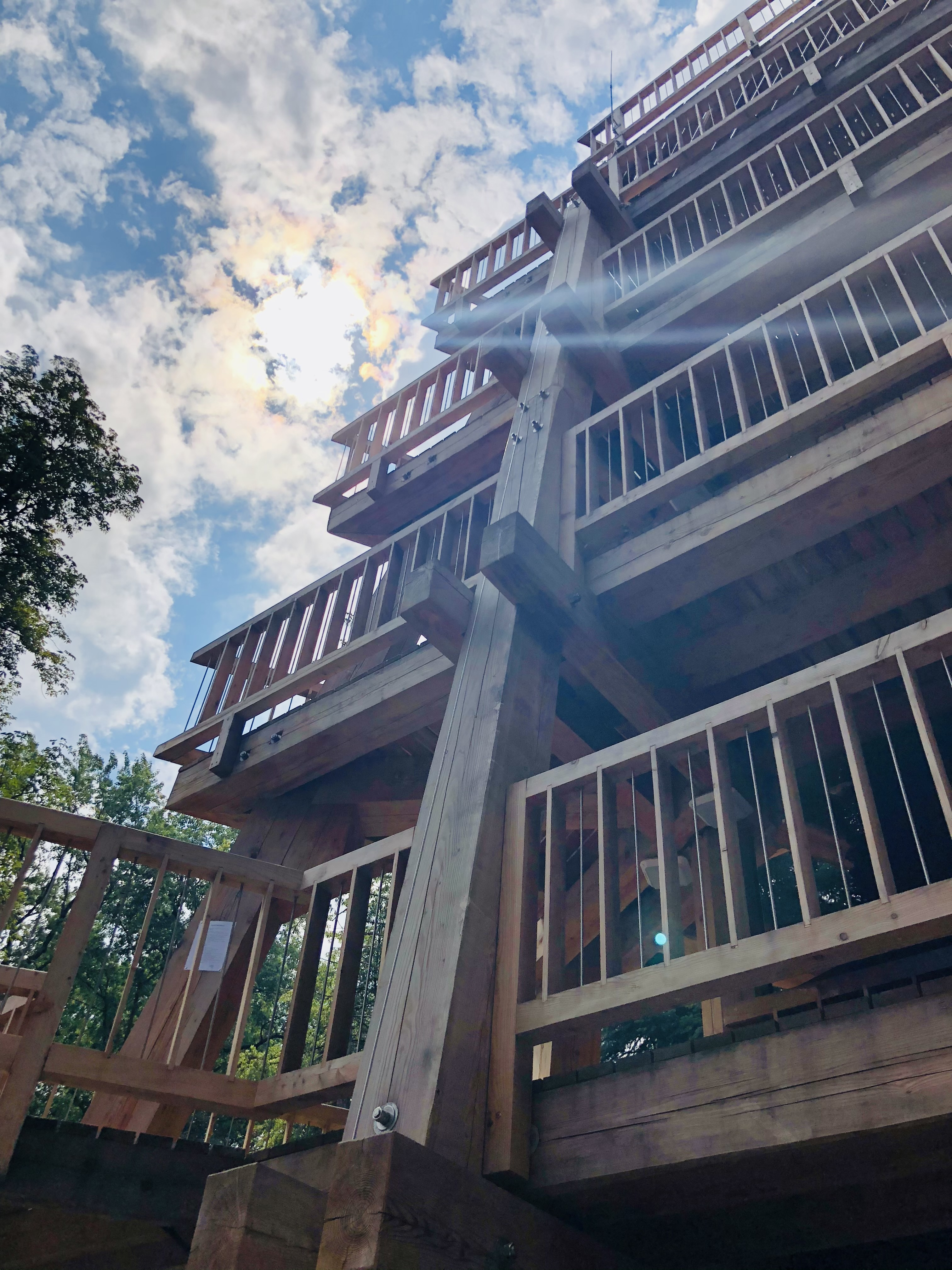
Tężnia solankowa otwarta w 2018 r.

### Budżet miasta
| Budżet miasta Głuchołaz | Budżet miasta Głuchołaz | Budżet miasta Głuchołaz |
| Lp.                     | Rok                     | Budżet                  |
| ----------------------- | ----------------------- | ----------------------- |
| 1                       | 2009                    | 60 mln zł.              |
| 2                       | 2010                    | 65 mln zł.              |
| 3                       | 2011                    | 76,5 mln zł.            |
| 4                       | 2012                    | 66 mln zł.              |
| 5                       | 2013                    | 65,6 mln zł.            |
| 6                       | 2014                    | 77,2 mln zł.            |
| 7                       | 2015                    | 71,4 mln zł.            |
| 8                       | 2016                    | 84,3 mln zł.            |
| 9                       | 2025                    | 167 900 415 zł          |

## Współpraca międzynarodowa
| Miasto             | Kraj   | Data podpisania umowy |
| ------------------ | ------ | --------------------- |
| Nieder-Olm         | Niemcy | 1996                  |
| Jesionik (Jeseník) | Czechy | 2002                  |
| Mikulovice         | Czechy |                       |
| Zlaté Hory         | Czechy | 16 września 2009      |

## Turystyka

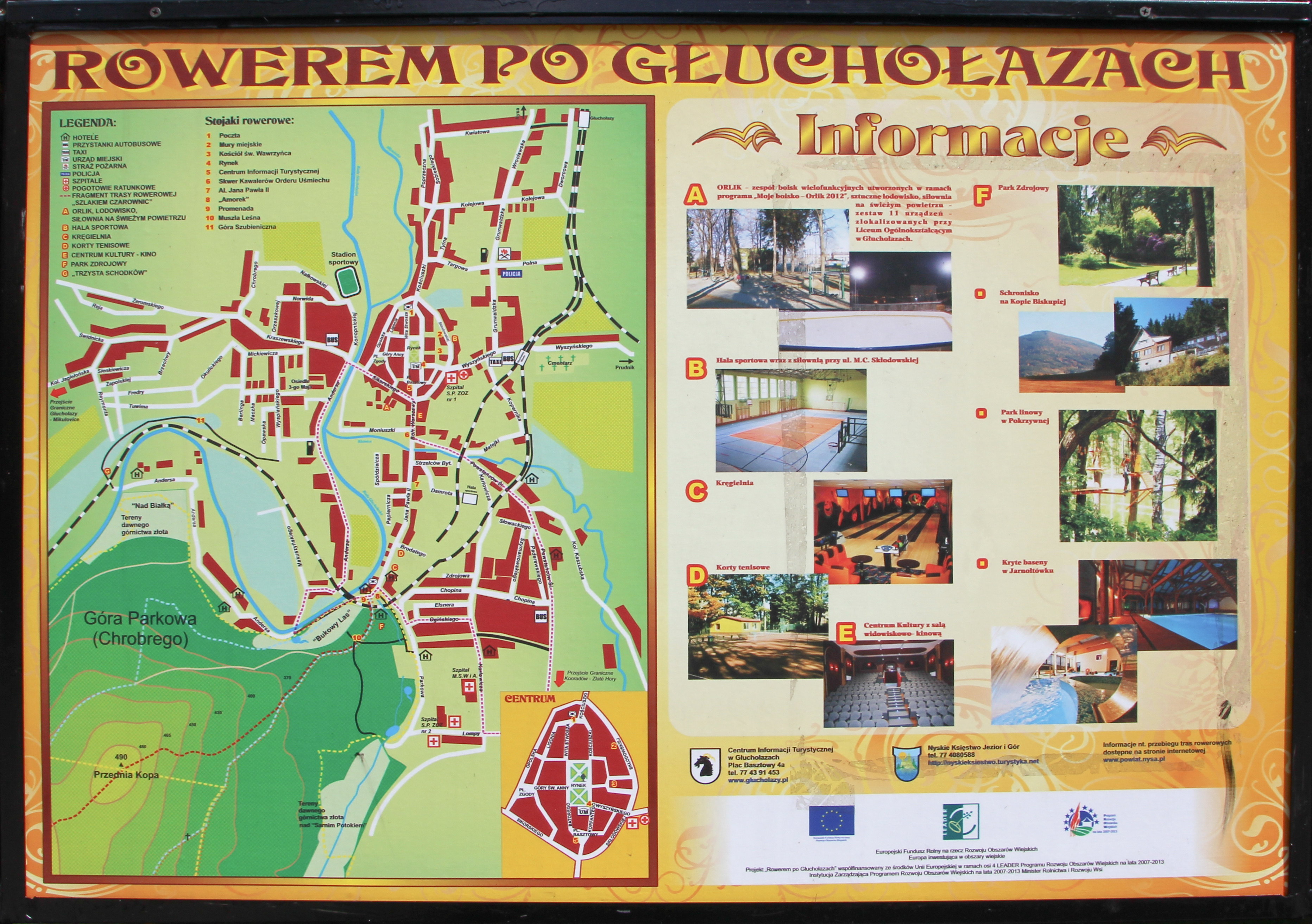
Plan miasta

Kościół św. Wawrzyńca w Głuchołazach został wymieniony w Kanonie Krajoznawczym Polski. Oddział PTTK „Sudetów Wschodnich” w Prudniku ustanowił turystyczną Odznakę Krajoznawczą Ziemi Prudnickiej, którą zdobywa się poprzez zwiedzenie odpowiedniej liczby obiektów w miejscowościach położonych na ziemi prudnickiej i warunkowo w miejscowościach w Parku Krajobrazowym Góry Opawskie, w tym w Głuchołazach. PTTK Prudnik przyznaje również Kolarską Odznakę Turystyczną w „Królestwie Pradziada” za odwiedzenie m.in. Głuchołaz.
13 lipca 2010, w ramach organizowanego w Prudniku VI Europejskiego Tygodnia Turystyki Rowerowej, w którym wzięli udział rowerzyści z całej Europy, przez Głuchołazy prowadziła trasa „Dzień Czeski”.

### Szlaki turystyczne
Przez Głuchołazy prowadzą szlaki turystyczne:
- Główny Szlak Sudecki im. Mieczysława Orłowicza (440 km): Prudnik – Świeradów-Zdrój
- Głuchołazy-Zdrój – Pod Przednią Kopą (2,2 km)
- Rezerwat Nad Białką – Mikulovice (1,7 km)
- Głuchołazy-Zdrój – Rezerwat Nad Białką (1,5 km)

### Szlaki rowerowe
Przez Głuchołazy prowadzą szlaki rowerowe:
- Trasa rowerowa PTTK nr R9: Głuchołazy – Kolonia Jagiellońska – Bodzanów – Rudawa – Nowy Świętów – Wilamowice Nyskie – Gierałcice – Biskupów – Łączki – granica województw opolskiego i dolnośląskiego
- Trasa rowerowa PTTK nr 60-c: Prudnik – Prudnik, Osiedle Tysiąclecia – Lipno – Prudnik-Las – Dębowiec – Pokrzywna – Jarnołtówek – Konradów – Głuchołazy – Kolonia Jagiellońska – Gierałcice – Biskupów – Burgrabice – Kijów – Gościce